# Долна-Оряховица
Долна-Оряховица (болг. Долна Оряховица) — город в Болгарии. Находится в Великотырновской области, входит в общину Горна-Оряховица. Население составляет 2693 человека (2022).

## Политическая ситуация
В местном кметстве Долна-Оряховица, в состав которого входит Долна-Оряховица, должность кмета (старосты) исполняет Григор Илиев Минков (коалиция в составе 4 партий: Демократы за сильную Болгарию (ДСБ), Демократическая партия (ДП), Национальное движение «Симеон Второй» (НДСВ), Радикально-демократическая партия) по результатам выборов.
Кмет (мэр) общины Горна-Оряховица — Йордан Стефанов Михтиев (Граждане за европейское развитие Болгарии (ГЕРБ)) по результатам выборов